# Phantyna estebanensis
Phantyna estebanensis là một loài nhện trong họ Dictynidae.
Loài này thuộc chi Phantyna. Phantyna estebanensis được Eugène Simon miêu tả năm 1906.